# Электрогенерирующая компания Таиланда
Электрогенерирующая компания Таиланда (Electricity Generating Authority of Thailand (EGAT); тайск. การไฟฟ้าฝ่ายผลิตแห่งประเทศไทย) является государственным предприятием. Находится в ведении Министерства энергетики Таиланда. Отвечает за выработку и передачу электрической энергии, занимается продажей электрической энергии в Таиланде. Компания основана в 1969 году. Является крупнейшим производителем электроэнергии в Таиланде, владеет и эксплуатирует 45 электроэнергетических объектов по всей стране с общей установленной мощностью в 15 548 МВт.
Монопольное положение компании в Таиланде оспаривалось критиками, как не эффективное и препятствующее развитию возобновляемых источников энергии.

## Описание
Электрогенерирующие мощности компании состоят из трех тепловых электростанций, шести электростанций комбинированного цикла, 24 ГЭС, восьсьми установок с возобновляемыми источниками энергии, а также четырёх дизельных электростанций. По состоянию на июнь 2016 года, компания производит 37 процентов всей электроэнергии страны. Остальная часть вырабатывается частными производителями и покупается в соседних странах. Большая часть электроэнергии компании поступает в Бангкок, провинциальная электроэнергетика снабжает остальные районы Таиланда.
В мае 2016 года в Электрогенерирующей компании работало 22 955 человек.

## Потребление угля
В первой половине 2016 года Электрогенерирующая компания импортировала 11 млн тонн угля. В Индонезию и Австралию поставлено 5,6 млн тонн каменного угля и 5,5 млн тонн «других» углей. Китай и Россия поставила 47 395 тонн антрацитового угля. В январе-мае 2016 года компанией произведено 6,88 млн тонн бурого угля, в основном для использования на собственных электростанциях.

## План развития энергетики Таиланда 2015—2036
Усилия компании направлены на развитие энергетики Таиланда. В компании принят план развития энергетики на 2015—2036 годы с учетом того, что в 2036 году спрос на электроэнергию в Таиланде будет составлять 49 655 МВт, а общее потребление электроэнергии достигнет 326 119 Гвтч.
План предполагает рост возобновляемых источников энергии с 8 % до 15-20 %, начнется использование ядерной энергии, использование дизельного топлива и мазута снизится до нуля.

## Планы
Электрогенерирующая компания планирует к 2025 году построить шесть новых угольных электростанций, несмотря на то, что Всемирный банк предлагает остановить финансирование новых угольных проектов.
Правительство Таиланда планирует импортировать до 10 000 МВт электроэнергии из Мьянмы в течение следующих двух десятилетий. Большая часть этой электроэнергии, как ожидается, будет поставлена от запланированных гидроэнергетических объектов на реке Салуин в Мьянме. Таиланд и Мьянма подписали соглашение о строительстве плотин: пять плотин на реке Салуин и одной плотины на реке Тенассерима. Электрогенерирующая компания предлагает начать строительство плотины в штате Кайин (Мьянма) мощностью 1 360 МВт и плотины в штате Шан (Мьянма) мощностью 7,100 МВт..